# Arkadi Rozengoltz
Arkadi Pávlovich Rozengolts (en ruso: Аркадий Павлович Розенгольц, a veces escrito en caracteres latinos como Rosenholtz) nació el 4 de noviembre de 1889 en Vítebsk, y fue ejecutado el 15 de marzo de 1938 en Moscú. Fue un revolucionario y político soviético acusado en el Juicio de los Veintiuno en los Juicios de Moscú.
En 1905 ingresó en la facción bolchevique, realizando cometidos encomendados por el partido en Vítebsk y Kiev.
Desde 1917 desarrolló su labor en diversos órganos estatales como:
- Comité Ejecutivo del Sóviet de la ciudad de Moscú,
- Comité Revolucionario Militar de Moscú
- Revvoensoviet
- En el Frente
- En el Ejército Rojo
- Comisariado del Pueblo (Народные комиссариаты) de la RSFSR.

## Guerra Civil Rusa
Participó activamente en la organización del Ejército Rojo, y se destacó en los combates en la zona de Kazán (1918) y demostró sus grandes dotes de organizador en la retirada de Ufa entre marzo y abril de 1919.
Entre agosto de 1918 y diciembre de 1919 formó parte del Sóviet Militar Revolucionario del 5.º ejército en el frente oriental (Siberia), del 8.º ejército, del 7.º ejército en el frente Occidental, del 13.º ejército en el Frente sur. En 1920 estuvo en el 15.º ejército en el Frente Occidental y finalmente en 1921 en el Frente del Cáucaso.

## 1920 – 1925
Asumió la organización del Zektran (Цектран – Secretaría de Transportes), junto con el de Comisario del Pueblo de Ferrocarriles (НКПС – NKPS).
Después de la disolución de la Jefatura política de caminos (Главполитпут – Glavpoliput), entró en el equipo del Comisariado del Pueblo de Fianzas (Наркомфин – Narkomfin). En 1923 fue nombrado jefe del Glavvozdujoflota (Главвоздухофлота).
Entre 1921 y 1924 mantuvo diversos cargos relacionados con el Ejército Rojo, siendo entre diciembre de 1921 y abril de 1924 miembro del Sóviet Militar Revolucionario del Frente Occidental, y entre 1923 y 1924 Jefe y Comisario Militar para la administración principal del RKKA, así como miembro del Sóviet Militar Revolucionario de la URSS.

## Gran Bretaña, 1925 – 1927
Entre 1925 y 1927 fue el consejero de embajador y embajador plenipotenciario en Gran Bretaña. Se ocupó de las actividades de espionaje, lo que ocasionó un empeoramiento de las relaciones diplomáticas entre la URSS y Gran Bretaña que terminaron con la ruptura de las mismas.

## 1927-1937
Desde 1927 a 1934, fue miembro de la Comisión Central de Investigación del partido (Цк ВКП(б)) y miembro candidato en el Presidium del Comité Central (ЦКК)
(miembro del mismo entre 1930 y 1932). Al mismo tiempo, entre 1928 y 1930 trabajó en la Inspección de Obreros y Campesinos de la URSS.
Entre octubre-noviembre de 1930 ocupó el puesto de vice Comisario del Pueblo de Comercio Exterior e Interior de la URSS, y después Comisario del Pueblo del mismo, hasta 1937.
Entre agosto y octubre de 1937 fue el jefe de la administración de la reservas gubernamentales dentro del Consejo de Comisarios del Pueblo de la URSS.

## Detención, juicio y ejecución
E 7 de octubre de 1937 fue detenido y juzgado en el Colegio Militar de la Corte Suprema de la URSS entre el 2 y 13 de marzo de 1938 junto a eminentes figuras bolcheviques como Aleksei Rykov, Nikolái Bujarin, Nikolái Krestinski y Christian Rakovski, así como también el ejecutor de las anteriores purgas Génrij Yagoda, y otros acusados en el proceso que fue conocido como Juicio de los Veintiuno o Tercer Juicio de Moscú, aunque oficialmente denominado “Proceso del Bloque Trotskista-Derechista" (делу право-троцкистского блока).
Estos eran antiguos líderes soviéticos que eran, o ser presumían que eran, enemigos de Stalin, a los que se acusó de oponerse a las políticas de rápida industrialización, colectivización forzada y planeamiento centralizado, así como cargos de espionaje internacional, intento de derribar a la Unión Soviética, y planear la eliminación de los líderes soviéticos.
El fiscal o procurador general Andrei Vishinski acusó a Rozengoltz de ser uno de los líderes de la organización clandestina trotskista, iniciando su trabajo de espionaje para el Estado Mayor alemán en 1923, y para la inteligencia británica en 1926.
Andrei Vishinski acusa a Chernov, Grinko, Rozengoltz y Zelenski, que encuadrados en el bloque trotskista-derechista, ocuparon puestos de responsabilidad, y tuvieron enormes oportunidades para el sabotaje.
Otra acusación contra Rozengoltz es la de hacer contratos de exportación de petróleo, hierro y oro de acuerdo con los intereses de Alemania y Japón, así como obstaculizar la importación de material para la defensa, obedeciendo órdenes de servicios de inteligencia extranjeros.
Es condenado a la pena de muerte el 13 de marzo de 1938 y fusilado.
Fue rehabilitado en 1988.